# Preston Lacy
Preston Lacy (Sarcoxie, 14 augustus 1969) is een Amerikaans film- en televisieacteur, -schrijver en -producent. Hij is voornamelijk bekend door zijn optredens in de televisieserie en films van Jackass, waarin hij vaak te zien is samen met Wee Man. Naast Jackass is Lacy ook actief als scriptschrijver bij de films The Life of Lucky Cucumber en TV: The Movie.

## Carrière
Lacy werkte als vrachtwagenchauffeur in Missouri voordat hij naar Californië verhuisde. Hij kreeg rollen in verschillende commercials, waaronder een voor Napster die werd uitgezonden tijdens Super Bowl XXXIX. Hij ontmoette Johnny Knoxville via Knoxville's ex-vrouw, die een kledingzaak had. Knoxville bracht het idee op voor een tv show die hij gepland had, dat uiteindelijk Jackass werd. Oorspronkelijk aangezet als schrijver, overtuigde Knoxville Lacy om zelf deel te nemen aan de stunts.
In Jackass wordt Lacy het vaakst gekenmerkt met Jason "Wee Man" Acuña en hun meest voorkomende sketch is dat Lacy achter Acuña aanjaagt door de openbare straten in niets meer dan hun slip en witte T-shirts, pronkend met zijn zwaarlijvigheid. Lacy heeft veel van de ideeën bijgedragen die later Jackass-sketches en -stunts werden. Hij staat ook bekend om zijn woede-uitbarstingen, waarvan de meest memorabele plaatsvond tijdens de "Eggnog Challenge" voor de Jackass Christmas Special. In Jackass 2.5 (2007) werd onthuld dat Lacy een extreme hoogtevrees heeft.

## Filmografie
| Jaar | Titel                                                       | Rol                       | opmerkingen                                        |
| ---- | ----------------------------------------------------------- | ------------------------- | -------------------------------------------------- |
| 2001 | Don't Try This at Home: The Steve-O Video                   | Zichzelf                  | Gastoptreden Direct-to-video release               |
| 2002 | Jackass: The Movie                                          | Zichzelf                  | Schrijver                                          |
| 2002 | CKY4: The Latest & Greatest                                 | Zichzelf (ongecrediteerd) | Direct-to-video release                            |
| 2002 | Don't Try This at Home – The Steve-O Video Vol. 2: The Tour | Zichzelf                  | Gastoptreden Direct-to-video release               |
| 2003 | Grind                                                       | Hefty Man                 |                                                    |
| 2003 | Steve-O: Out On Bail                                        | Zichzelf                  | Gastoptreden Direct-to-video release               |
| 2006 | Pledge This!                                                | Randy                     |                                                    |
| 2006 | Jackass Number Two                                          | Zichzelf                  | Schrijver                                          |
| 2007 | TV: The Movie                                               | Verschillend              | Executive producer Schrijver Second unit regisseur |
| 2007 | Jackass 2.5                                                 | Zichzelf                  | Schrijver                                          |
| 2007 | Christmas in Wonderland                                     | Sheldon Cardoza           |                                                    |
| 2009 | The Life of Lucky Cucumber                                  | Forrest Fonda             | Schrijver Producer                                 |
| 2009 | Jackass: The Lost Tapes                                     | Zichzelf                  | Schrijver Gearichiveerde fragmenten                |
| 2010 | Jackass 3D                                                  | Zichzelf                  | Schrijver                                          |
| 2011 | Jackass 3.5                                                 | Zichzelf                  | Schrijver                                          |
| 2011 | A Holiday Heist                                             | Buzz                      |                                                    |
| 2020 | Guest House                                                 | Micky                     |                                                    |
| 2020 | Steve-O: Gnarly                                             | Zichzelf                  | Gastoptredens Direct-to-video release              |
| 2022 | Jackass Forever                                             | Zichzelf                  | Schrijver                                          |
| 2022 | Jackass 4.5                                                 | Zichzelf                  | Schrijver                                          |

- Gemeinsame Normdatei: 139560106
- International Standard Name Identifier: 0000 0000 7209 8722
- Library of Congress Control Number: no2003071759
- MusicBrainz: 2a79b8c0-9620-4c14-8694-f446354ea391
- Virtual International Authority File: 19370836
- WorldCat: E39PBJxRyt3DYtDKyC88Kf3bBP